# Десет малих црнаца
Десет малих црнаца (енгл. Ten Little Niggers) је криминалистички роман енглеске списатељице Агате Кристи који је она описала као најтежу од својих књига за писање. Први пут је објављен у Уједињеном Краљевству од стране издавачке куће Collins Crime Club 6. новембра 1939. године, а назив је утемељен на дечјој песмици за бројање и песме министранта која служи као главна основа заплета. Америчко издање објављено је у јануару 1940. под насловом И не оста ни један (енгл. And Then There Were None), преузетим из последњих пет речи песме. Узастопна америчка прештампавања и адаптације користе тај назив, иако су књиге меког повеза користиле назив Десет малих Индијанаца (енгл. Ten Little Indians) између 1964. и 1986. Британска издања су наставила да користе изворни наслов до 1985.
Књига је најпродаванија светска мистерија, а са преко 100 милиона продатих примерака једна је од најпродаванијих књига свих времена. Роман је наведен као шести најпродаванији наслов (на било ком језику, укључујући и помињана дела).

## Радња
Осморо људи стиже на мало, одвојено острво на обали Девона, а свако је добио неочекивану личну позивницу. Дочекују их батлер и куварица Томас и Етел Роџерс који објашњавају да њихови домаћини Улик Норман Овен и Уна Ненси Овен још нису стигли иако су оставили упутства.
Урамљен примерак старих стихова виси у соби сваког госта, а на столу у трпезарији стоји десет фигурица. После вечере пуштена је грамофонска плоча. Снимком је оптужен сваки посетилац, па и брачни пар Роџерс, да су починили убиство, а затим је постављено питање да ли неко од „затвореника у просторији” жели да каже нешто у своју одбрану.
Гости откривају да нико од њих не познаје Овенове, а судија Воргрејв указује да је назив „У. Н. Овен” потиче од речи „Unknown” што значи „Непознати”. Марстон завршава пиће и одмах умире од тровања цијанидом. Доктор Армстронг потврђује да у осталим пићима није било цијанида и указује да је Марстон морао сам себи то да стави у пиће.
Следећег јутра, госпођа Роџерс је пронађена мртва у свом кревету, а до ручка је и генерал Макартур преминуо од ударца тупим предметом у главу. Гости схватају да природа смрти одговара одговарајућим редовима стихова, а три фигурице су уклоњене.
Гости сумњају да их У. Н. Овен можда саставно убија и претражују острво, али не налазе места за скривање. Пошто нико други није могао доћи или отићи са острва без помоћи, приморани су да закључе да је неко од седморо преосталих особа сигурно убица. Следећег јутра, господин Роџерс је пронађен мртав на гомили дрва, а Емили Брент је пронађена мртва у салону пошто јој је убризган калијум цијанид.
Пошто је Воргрејв предложио да се претраже све собе, откривено је да Ломбардов пиштољ недостаје. Вера Клејторн одлази у своју собу и вришти када је пронашла морске алге како висе са плафона. Већина преосталих гостију је пожурила на спрат, а када су се вратили, затекли су Воргрејва још увек доле, грубо обученог у одећу судије са раном од метка на челу. Др Армстронг га је прогласио мртвим.
Те ноћи, Ломбардов пиштољ је враћен на своје место, а Блор је видео да неко излази из куће. Армстронга нема у соби. Вера, Блор и Ломбард одлучују да се држе заједно и напусте кућу. Када се Блор вратио по храну, убија га мермерни сат у облику медведа који је гурнут са Вериног симса. Вера и Ломбард проналазе Армстронгово тело насукано на плажи и обоје закључују да је ово друго одговорно. Вера предлаже премештање тела са обале као знак поштовања, али то је изговор да узме Ломбардов пиштољ. Када је Ломбард насрне на њу, она га је убила.
Вера се вратила кући потресена, пострауматског стања и пронашла омчу и столицу постављену у својој соби и снажан мирис мора. Савладана кривицом, она се обесила у складу са последњим стихом песме.
Званичници Скотланд јарда стижу на острво и проналазе лешеве. Откривају да је власник острва, љигави заступник и трговац дрогом Ајзак Морис организовао позиве и наручио снимање плоче. Међутим, он је умро од прекомерне количине барбитурата у ноћи када су гости стигли. Полиција реконструише смрт уз помоћ дневника жртава и извештаја специјалисте судске медицине. Успели су да искључе неколико осумњичених због околности њихове смрти и ствари које су касније премештене, али на крају нису могли да открију убицу.
Много касније, један рибар извлачи својом мрежом флашу са писаним признањем. У њему судија Воргрејв приповеда да је целог живота имао два противречна нагона: снажан осећај за правду и дивљу жудњу за крвљу. Он је задовољио и једно и друго кроз своје занимање судије кривичних дела осуђујући убице на смрт након суђења. Пошто је добио дијагнозу неизлечиве болести, одлучио је да спроведе личну шему како би се обрачунао са групом људи за које је сматрао да су избегли правду.
Пре него што је отишао на острво, дао је Морису смртоносну количину барбитурата за његово лоше варење. Он је лажирао своју смрт пуцњем уз помоћ др Армстронга под изговором да ће то помоћи групи да препозна убицу. Пошто је убио Армстронга и преостале госте и померао предмете да би збунио полицију, он је на крају извршио самоубиство пуцајући себи у главу користећи пиштољ и неку ластику како би се уверио да се његова права смрт поклапа са приказом његове намештене смрти забележене у дневницима гостију. Воргрејв је написао своје признање и бацио га у море у флаши као одговор на оно што је признао као „жалосну људску потребу” за признањем.

## Ликови
- Ентони Џејмс Марстон (Тони Марстон), аморалан и неодговоран младић
- Томас Роџерс, батлер и супруг Етел Роџерс
- Етел Роџерс, куварица, домаћица и супруга Томаса Роџерса
- Генерал Џон Гордон Макартур, ратни јунак Првог светског рата у пензији
- Емили Керолајн Брент, старија, побожна уседелица
- Едвард Џорџ Армстронг, лекар из Харли стрита
- Вилијам Хенри Блор, бивши полицијски инспектор, сада приватни детектив
- Филип Ломбард, најамник
- Вера Елизабет Клејторн, млада учитељица физичког васпитања у женској школи на годишњем одмору
- Лоренс Џон Воргрејв (часни судија Воргрејв), судија кривичног суда у пензији
- Ајзак Морис, власник острва, љигави заступник и трговац дрогом

## Грађа романа
Радња је конструисана око десет стихова дечје песмице за бројање „Десет малих црнаца” („Десет малих Индијанаца” или „Десет малих војника” у каснијим издањима). Свака од десет жртава – осморо гостију и двоје запослених на острву – бива убијена на начин који одражава један од стихова песмице. Такође убијен, али ван острва, је недавни власник острва.

### Тренутна објављена варијанта песме
Ово је верзија песмице објављена у издању из 2008:
Десет малих војника пошло је у кревет. Један се угушио и оста их девет.

Девет малих војника спавало је доста. Један се не пробуди и осам их оста.

Осам малих војника у Девон је пошло. Један тамо остаде, седам кући дошло.

Седам малих војника цепало је брест. Једног уби секира и оста их шест.

Шест малих војника пчели узе мед. Једног бумбар убоде, оста само пет.

Пет малих војника бавило се правом. Остаде их четири, један плати главом.

Четири мала војника на морској обали стоје. Једног прогута црвена харинга и оста их троје.

У зоолошки врт кренуше три мала војника. Једног згроми медвед и остадоше два.

Два мала војника сунчаху се цео дан. Један изгоре на сунцу, оста само један.

Један мали војник сам, чемеран и бедан. Оде и обеси се, и не оста ниједан.

### Кореспонденција између песме и начина смрти
| Бр. | Лик                                   | Оптужба | Начин смрти                                                                      | Изворни стихови британског издања                                                        | Тренутни стихови                                                                           |
| --- | ------------------------------------- | --- | -------------------------------------------------------------------------------- | ---------------------------------------------------------------------------------------- | ------------------------------------------------------------------------------------------ |
| —   | Ајзак Морис (покојни)                 | [Недавни власник острва. Продао дрогу жени која је постала наркоманка и касније извршила самоубиство | Прихватио смртоносни коктел лекова за лечење својих замишљених болести           |                                                                                          |                                                                                            |
| 1   | Ентони Џејмс Марстон                  | Ударио и убио двоје мале деце док је неопрезно возио | Угушио се пошто је попио виски са цијанидом                                      | Десет малих црнаца пошло је у кревет. Један се угушио и оста их девет.                   | Десет малих војника пошло је у кревет. Један се угушио и оста их девет.                    |
| 2   | Госпођа Етел Роџерс                   | Дозволила је да је муж наговори да ускрати лекове бивше послодавке како би изазвала њену смрт и наплатила наследство                                                                                    | Умрла је у сну пошто је попила пиће напуњено превеликом количином хлорал хидрата | Девет малих црнаца спавало је доста. Један се не пробуди и осам их оста.                 | Девет малих војника спавало је доста. Један се не пробуди и осам их оста.                  |
| 3   | Генерал Џон Гордон Макартур           | Открио да га је жена варала са официром под његовом командом, а затим га је послао на задатак који ће готово сигурно довести до његове смрти                                                            | Убијен ударцем тупим предметом у главу                                           | Осам малих црнаца у Девон је пошло. Један тамо остаде, седам кући дошло.                 | Осам малих војника у Девон је пошло. Један тамо остаде, седам кући дошло.                  |
| 4   | Томас Роџерс                          | Навео своју жену да ускрати лек бившој послодавки како би изазвао њену смрт и прикупио наследство | Убијен секиром док је цепао дрва                                                 | Седам малих црнаца цепало је брест. Једног уби секира и оста их шест.                    | Седам малих војника цепало је брест. Једног уби секира и оста их шест.                     |
| 5   | Емили Керолајн Брент                  | Отпустила је своју спремачицу пубертетлијку јер је остала трудна, што је довело до тога да се спремачица удавила                                                                                        | Убризгана цијанидом након испијања кафе са хлоралом                              | Шест малих црнаца пчели узе мед. Једног бумбар убоде, оста само пет.                     | Шест малих војника пчели узе мед. Једног бумбар убоде, оста само пет.                      |
| 6   | Лоренс Џон Воргрејв (судија Воргрејв) | Непрописно утицао на пороту да донесе осуђујућу пресуду против човека за кога су многи сматрали да је невин, а затим га осудио на смрт (након погубљења полиција је пронашла доказ о кривици оптуженог) | Прострелна рана у главу док је био обучен као судија                             | Пет малих црнаца бавило се правом. Остаде их четири, један плати главом.                 | Пет малих војника бавило се правом. Остаде их четири, један плати главом.                  |
| 7   | Др Едвард Џорџ Армстронг              | Оперисао болесницу у пијаном стању што је довело до њене смрти | Удавио се након што је гурнут са литице у море                                   | Четири мала црнца на морској обали стоје. Једног прогута црвена харинга и оста их троје. | Четири мала војника на морској обали стоје. Једног прогута црвена харинга и оста их троје. |
| 8   | Вилијам Хенри Блор                    | Дао лажни исказ на суду што је довело до тога да је невин човек осуђен на доживотну робију где је умро годину дана касније                                                                              | Смрскана лобања мермерним сатом у облику медведа                                 | У зоолошки врт кренуше три мала црнца. Једног згроми медвед и остадоше два.              | У зоолошки врт кренуше три мала војника. Једног згроми медвед и остадоше два.              |
| 9   | Филип Ломбард                         | Као најамник је украо храну од људи из источноафричких племена са којима је радио и оставио их да помру                                                                                                 | Упуцала га Вера на плажи из његовог револвера                                    | Два мала црнца сунчаху се цео дан. Један изгоре на сунцу, оста само један.               | Два мала војника сунчаху се цео дан. Један изгоре на сунцу, оста само један.               |
| 10  | Вера Елизабет Клејторн                | Као гувернанта пустила да се дете које је чувала удави како би његов стриц наследио породично имање и оженио се њом                                                                                     | Обесила се                                                                       | Један мали црнац сам, чемеран и бедан. Оде и обеси се, и не оста ниједан.                | Један мали војник сам, чемеран и бедан. Оде и обеси се, и не оста ниједан.                 |

## Књижевни значај и пријем
Пишући за The Times Literary Supplement 11. новембра 1939. године, Морис Перси Ешли је изјавио: „Ако њена најновија прича једва да има откривање у себи, нема оскудице убистава... Постоји извесно осећање монотоније неизбежно у регуларности смрти што је боље за серијализовану новинску причу него за целовечерњи роман. Ипак, постоји генијалан проблем који треба решити у именовању убице”, наставио је он. „Само изузетно проницљив читалац ће погодити.”
За часопис The New York Times Book Review (25. фебруар 1940), Ајзак Андерсон је дошао до тачке у којој „глас“ оптужује десет „гостију“ за њихове злочине из прошлости који су сви довели до смрти неких људи, а затим је рекао: „Када прочитате шта се дешава после тога нећете веровати, али ћете наставити да читате, а како један невероватан догађај прати други још невероватнији, ви ћете и даље читати. Цела ствар је крајње немогућа и крајње очаравајућа. Ово је најзбуњујућија мистерија коју је Агата Кристи икада написала и ако ју је било који други писац икада надмашио због чисте мистерије, име нам измиче. Ово је велика прича, наравно, али могло се догодити.”
Многи су књигу упоредили са њеним романом Убиство Роџера Акројда (1926). На пример, неименовани рецензент из новина Toronto Daily Star 16. марта 1940. изјавио је: „Други су писали боље мистерије од Агате Кристи, али нико не може да је додирне због генијалног заплета и изненађујућег краја. Романом Десет малих црнаца ... она је на свом најгенијалнијем и најизненађујућијем нивоу... је, заиста, знатно изнад мерила њених последњих неколико радова и близу нивоа Роџера Акројда.”
Други критичари хвале употребу обрта заплета и изненађујућих завршетака. Морис Ричардсон је написао рапсодичну рецензију у издању новина The Observer 5. новембра 1939. која је почела са: „Није ни чудо што је најновија Агата Кристи послала своје издаваче у безазлени транс. Међутим, ми ћемо се уздржати од било каквог ружног поређења са Роџером Акројдом и бити задовољни рекавши да је Десет малих црнаца један од најбољих, најискренијих Кристиних романа до сада написаних. Такође ћемо морати да се уздржимо од тога да га у танчине прегледамо јер је толико пун потресања да би и најблаже откриће некоме покварило изненађење, а сигуран сам да би радије да вам забава буде свежа него чиста критика.” О поставци радње Ричардсон је закључио: „Приповедање приче и описи су на самом врху опаког облика госпође Кристи. Њена радња је можда веома вештачка, али је уредна, сјајно лукава, добро конструисана и без икаквих лажних трагова који понекад унаказују њен рад.“
Роберт Барнард, недавни критичар, сложио се са критикама, описујући књигу као: „Напету и претећу детективску причу-трилер. Затворено окружење са низом смрти је овде доведено до свог логичног завршетка, а опасности од смешности и чиста читалачка неверица вешто се избегавају. Вероватно најпознатији роман Кристијеве и оправдано међу најпопуларнијима.”
Изворни наслов мистерије (Десет малих црнаца) је промењен јер је био увредљив. Алисон Лајт, књижевна критичарка и феминистичка научница, сматра да су Кристин изворни наслов и окружење на „Црначком острву“ (касније промењено у „Индијанско“ и „Војничко“) били саставни део дела. О овом аспекту романа, тврдила је она, „могло би се аутоматски ослонити да би дочарали узбудљиву 'другост', место где би открића о 'мрачној страни' Енглеза била прикладна.” За разлику од романа као што је Срце таме, „Кристино место је и више одомаћено и приватизовано, узимајући здраво за готово конструкцију родних страхова утканих у психички живот још у вртићу. Ако њена прича указује колико је лако играти на такве страхове, то је такође подсетник како су они блиско повезани са изворима задовољства и уживања.”
Године 1990. Удружење крими-писаца котирало је Десет малих црнаца на 19. место на свом списку 100 најбољих криминалистичких романа свих времена. Године 1995. на сличном списку Писци мистерија Америке сврстали су роман на 10. место. У септембру 2015. поводом Кристиног 125. рођендана, роман Десет малих црнаца проглашена је за „Најомиљенији роман Кристијеве на свету“ у гласању под покровитељством ауторкиног имања.
У чланку часописа Entertainment Weekly (26. децембра 2014–3. јануара 2015), писци су изабрали Десет малих црнаца као „омиљени роман“ на списку „Девет великих Кристиних романа“.

### Кристина процена
„Ову књигу сам написала зато што је то деловало тако компликовано да ме је сама помисао опчинила. Требало је да умре десет људи а да то не изгледа смешно и да не буде очигледно ко је убица. Написала сам је после изузетно опсежног осмишљавања и задовољна сам како је испала. Била је јасна, једноставна, загонетна, па ипак је имала савршено разумно објашњење; заправо, морала сам да додам епилог да бих све разјаснила. Књига је одлично примљена код читалаца и критике, али највеће задовољство је донела мени, јер боље од сваког критичара знам колико ју је било тешко написати... Не кажем да ми се више свиђа представа или књига или чак да мислим да је је ово мој најбољи роман, али на неки начин мислим да је то боље одрађен комад од било чега другог што сам писала.”

### Изворни стихови из 18. века
Стихови које је користила Кристијева изведени су из старијих минстрелских песама из 19. века, једне из Британије 1869. и једне из САД 1868.
Стихови из 1869. и 1868.
| Десет малих црнаца (Френк Грин) | Десет малих Индијанаца (Септимус Винер) |
| --- | --- |
| Десет малих црнаца отишло на вечеру. Један се угушио, остало их девет. Девет малих црнаца седе врло касно. Један се успавао, остало их осам. Осам малих црнаца путова у Девон. Један рече остаће, остало их седам. Седам малих црнаца цепало је дрва. Један се посекао, остало их шест. Шест малих црнаца играли се кошницом. Бумбар једног убоде, остало их пет. Пет малих црнаца ишли један за другим. Један у суд уш'о је, остало их четри. Четри мала црнца изашли на море. Једног ћапи харинга, остало их три. Три мала црнца шета зоо-вртом. Медвед једног загрли, остало их два. Два мала црнца седеше на сунцу. Један искварио, остао је један. Један мали црнац оста сасвим сам. Оде и обеси се и не оста ни један. | Десет Индијанчића стајали у реду. Један кући врати се, остало их девет. Девет Индијанчића висило на капији. Један пао с' капије, остало их осам. Рефрен: Један, два, три, четири, пет Индијанчића. Шест, седам, осам, девет, десет Индијанчића. Осам Индијанчића највеселијих под небом. Један од њих заспао, остало их седам. Седам Индијанчиће секло је штапића. Један врат је сломио, остало их шест. Шест Индијанчића удрише сви живи. Један баци кашику, остало их пет. Пет Индијанчића на вратима подрума. Један пао унутра, остало их четри. Четри Индијанчића осташе у збрци. Једног све побркао, остало их три. Три Индијанчића били у кануу. Један пао с' палубе, остало их два. Два Индијанчића играли се пиштољем. Један другог упуца, остао је један. Један Индијанчић живео је сам. Онда се оженио и не оста ни један |

## Могућа инспирација
Роман Невидљиви домаћин Гвен Бристо и Бруса Менинга из 1930. године има заплет који се увелико поклапа са оним из каснијег Кристиног романа, а у њему се појављује и снимљени глас који гостима најављује да ће њихови греси бити наплаћени смрћу. Невидљиви домаћин је адаптиран као бродвејска представа Овена Дејвиса Девети гост из 1930, која је и сама екранизована у истоимени филм из 1934. године. Нема доказа да је Кристијева одгледала представу (која је била кратко приказивана на Бродвеју) или филм.
Филм о Шерлоку Холмсу из 1933. Црвена нит прати запањујуће сличну радњу; филм укључује сцену у којој се Холмсу показује карта са наговештајем: „Шест малих Индијанаца... пчела једног убоде, остало их пет”. У овом случају, стих се односи на песму „Десет малих дебелих”. (Радња филма нема сличности са истоименом изворном причом Артура Конана Дојла.) Аутор сценарија Роберт Флори „сумњао је да је [Кристијева] гледала филм, али је сматрао то комплиментом ако јој је послужио као инспирација”.

## Адаптације
| 1945 | И не оста ни један                   |
| 1946 |                                      |
| 1947 |                                      |
| 1948 |                                      |
| 1949 | Десет малих Црнаца (BBC)             |
| 1950 |                                      |
| 1951 |                                      |
| 1952 |                                      |
| 1953 |                                      |
| 1954 |                                      |
| 1955 |                                      |
| 1956 |                                      |
| 1957 |                                      |
| 1958 |                                      |
| 1959 | Десет малих Црнаца (ITV)             |
| 1959 | Десет малих Индијанаца (САД)         |
| 1960 |                                      |
| 1961 |                                      |
| 1962 |                                      |
| 1963 | Десет малих Црнаца (Шпанија)         |
| 1964 |                                      |
| 1965 | Десет малих Индијанаца               |
| 1965 | Непознати (Индија)                   |
| 1966 |                                      |
| 1967 |                                      |
| 1968 |                                      |
| 1969 | Десет малих Црнаца (Западна Немачка) |
| 1970 | У сред ноћи (Индија)                 |
| 1970 | Десет малих Црнаца (Француска)       |
| 1971 |                                      |
| 1972 |                                      |
| 1973 |                                      |
| 1974 | Десет малих Црнаца (Либан)           |
| 1974 | И не оста ни један                   |
| 1975 |                                      |
| 1976 |                                      |
| 1977 |                                      |
| 1978 | Десет малих Црнаца                   |
| 1979 |                                      |
| 1980 |                                      |
| 1981 | Десет малих Индијанаца (Филипини)    |
| 1982 |                                      |
| 1983 |                                      |
| 1984 |                                      |
| 1985 | Десет малих девица (еротски филм)    |
| 1986 |                                      |
| 1987 | Десет црнаца (СССР)                  |
| 1988 |                                      |
| 1989 | Десет малих Инцијанаца               |
| 1990 |                                      |
| 1991 |                                      |
| 1992 |                                      |
| 1993 |                                      |
| 1994 |                                      |
| 1995 |                                      |
| 1996 |                                      |
| 1997 |                                      |
| 1998 |                                      |
| 1999 |                                      |
| 2000 |                                      |
| 2001 |                                      |
| 2002 |                                      |
| 2003 |                                      |
| 2004 | Ловци на мисли                       |
| 2005 |                                      |
| 2006 |                                      |
| 2007 |                                      |
| 2008 |                                      |
| 2009 |                                      |
| 2010 |                                      |
| 2011 | Загонетка десет странаца (Шпанија)   |
| 2012 | Следећи (Индија)                     |
| 2013 |                                      |
| 2014 | Десет малих Црнаца (Либан)           |
| 2015 | Играч (Индија/Канада)                |
| 2015 | И не оста ни један                   |
| 2016 |                                      |
| 2017 | Десет малих црнаца (Индија)          |
| 2018 |                                      |
| 2019 |                                      |
| 2020 | Десет малих Црнаца (Француска)       |

Роман Десет малих црнаца доживео је више адаптација од било ког другог дела Агате Кристи. Сама Кристијева је променила суморни крај у пријатнији завршетак за позоришну публику када је адаптирала роман у представу 1943. године. Многе адаптације укључују промене у причи, као што је коришћење Кристиног алтернативног краја из њене позоришне представе или промена окружења на друге локације осим острва.

### Филм
Неколико екранизација изворног романа је екранизовано за телевизију, од којих су три британске. Прву од њих, 1945. године, продуцирао је BBC. Другу је 1959. продуцирао ITV. Обе те продукције су емитоване под Кристиним изворним насловом. Трећа и најновија британска екранизација емитована је под називом И не оста ни један на каналу BBC One децембра 2015. године као драмска серија емитована три вечери заредом (некад се емитује и као филм од 2 сата и 45 минута), продуцирана у сарадњи кућа Acorn Media и Agatha Christie Productions. Продукција из 2015. се више придржавала изворне радње, иако је постојало неколико разлика у позадинским причама и стварним убиствима на острву, а била је и прва екранизација на енглеском језику која је имала крај сличан оном у роману. Режирао ју је Крег Вивеирос, а за телевизију адаптирала Сара Фелпс.
Постојале су бројне филмске екранизације романа:
- И не оста ниједан (филм из 1945), амерички филм Ренеа Клера.
- Десет малих Индијанаца, амерички филм емитован на NBC-у 18. јануара 1959. Режирао га је Пол Богарт, а главне улоге су тумачили Бери Џоунс и Нина Фош.
- Десет малих Индијанаца (1965), британски филм у режији Џорџа Полока и продукцији Харија Алана Тауерса. Полок је раније радио четири филма о госпођици Марпл са Маргарет Радерфорд у главној улози. Радња је смештена у планинском одмаралишту у Аустрији.
- Непознати (1965), индијски саспенс трилер. Ова лабава, непотписана филмска екранизација на хинди језику додала је Кристиној радњи карактеристичне „боливудске” елементе комедије, музике и плеса.[30]
- Западнонемачки филм Десет малих црнаца је емитован 1969. године.
- У сред ноћи (1970), тамилска екранизација у режији Сундарама Балахандера.[31]
- И не оста ниједан (1974), прва екранизација у боји на енглеском језику, коју је режирао Питер Колинсон, а продуцирао Хари Алан Товерс. Заснован на сценарију Тауерса (који је потписан као „Питер Велбек”), који је био коаутор сценарија за филм из 1965. године. Радња је смештена у великом хотелу у иранској пустињи.
- Десет малих Индијанаца, филипинска продукција из 1981. на тагалогу, са Вилијамом Мартинезом и Хербертом Баутистом у главним улогама.
- Десет малих девица, филм за одрасле из 1985. у којем глуме Нина Хартли, Амбер Лин, Ерик Едвардс, Хари Римс и Џинџер Лин.
- Десет црнаца (1987), руска екранизација коју је продуцирао и режирао Станислав Говорукин. Позната по томе што је била прва биоскопска екранизација која је задржала изворну радњу и суморни крај романа.
- Десет малих Индијанаца, британска екранизација из 1989. године коју је продуцирао Хари Алан Тауерс и режирао Алан Биркиншо. Радња је смештена на сафари у афричкој савани.
- Идентитет, амерички неоноар трилер из 2003.
- Ловци на мисли, америчко-британски криминалистички трилер из 2004.
- Ђаво, амерички натприродни хорор филм из 2010.
- Следећи, тамилска екранизација из 2012.[32]
- Десет малих робова (2014), либански филм.
- Играч, канадска екранизација из 2015.[33]
- И не оста ниједан, британска екранизација из 2015. са Мејв Дермоди, Чарлсом Денсом и Тобијем Стивенсом у главним улогама.

### Телевизија
Било је много ТВ екранизација на страном језику:
- Екранизација на португалском језику за бразилску телевизију емитована је 16. фебруара 1957. под насловом Случај десет црнаца.
- Случај десет црнаца, епизода из 1963. бразилске антологијске серије Велико позориште.
- Западнонемачка телевизијска екранизација Десет малих црнаца је емитована 1969.
- Десет малих црнаца, епизода француске антологијске серије из 1970. Вечерас у позоришту.
- Десет малих робова (1970), либанска ТВ серија коју је режирао Џин Фејдад, а за телевизију прилагодио Латифа Мултака.
- Десет малих црнаца, епизода грчке антологијске серије Позоришна уметност из 1978.
- Слободна шпанска екранизација коју је RTVE направио 2011. као дводелна епизода Мистерија десет странаца за другу сезону серије Лорине загонетке.
- Десет малих црнаца је дводелна екранизација Шукија Нагасаке на јапанском језику. Режирао ју је Сеиџи Изуми, а за телевизију ју је адаптирао Хидека Нагасака.[34][35]
- Десет малих црнаца, француска шестоделна мини-серија коју је продуцирао М6 и која је емитована 2020. године, смештена на тропско острво у данашње време.
- Године 2010. америчка анимирана ТВ серија Породични човек адаптирала је причу за епизоду „И оста их мање”.[36]

### Радио
је емитовао Десет малих црнаца (1947), који је адаптирао Ејтон Витакер, као матине понедељком на станици BBC Home Service 27. децембра 1947. и као позориште суботом увече на BBC Light Programme-у 29. децембра.
Дана 13. новембра 2010. као део серије Драма суботом, BBC Radio 4 емитовао је 90-минутну радио-драму коју је написала Џој Вилкинсон. Продукцију је режирала Мери Пит, а у улогама су се нашли Џефри Вајхед као судија Воргрејв, Линдзи Маршал као Вера Клејторн, Алекс Виндам као Филип Ломбард, Џон Роу као др Армстронг и Џоана Монро као Емили Брент.

### Позориште
Представа И не оста ни један из 1943. била је Кристина адаптација приче за позориште. Она и продуценти су се сложили да публика можда неће похрлити да погледају представу са тако суморним завршетком какав је у роману, нити ће представа добро функционисати драматично јер више неће имати ко да исприча причу. Кристијева је прерадила крај за Ломбарда и Веру како би били невини за злочине за које су оптужени, преживели и заљубили се једно у друго. Нека имена су такође промењена, на пример, генерал Макартур је постао генерал Макензи њујоршкој и лондонској продукцији. До 1943. године, генерал Даглас Макартур је играо истакнуту улогу у Пацифичком театру Другог светског рата, што може објаснити промену имена лика.
Десет малих црнаца (представа из 1944): Позоришно друштво „Dundee Repertory” добило је посебну дозволу да обнови изворни завршетак романа. Друштво је први пут извело сценску адаптацију романа у августу 1944. под британским насловом романа, а Кристијева је била потписана као драматург. То је била прва представа у репертоарском позоришту. Поново је постављена 1965. године. Постојао је чланак у листу Dundee Evening Register у августу 1944. о томе.
И не оста ни један (представа из 2005): 14. октобра 2005. нова верзија драме, коју је написао Кевин Елиот и режирао Стивен Пимлот, приказана је у Гилгуд театру у Лондону. За ову верзију, Елиот се вратио изворној причи и нихилизму из романа.

### Остали медији
Роман је био инспирација за неколико видео-игара. За Apple II, Online Systems је издао авантуристичку игру Mystery House 1980. године. The Adventure Company је издао компјутерску игру Agatha Christie: And Then There Were None 2005. године, прву у низу игара заснованих на Кристиним романима. У фебруару 2008. ова игра је пренета и на Wii конзолу.
Серијал јапанских визуелних романа, Umineko no Naku Koro ni, такође је црпео инспирацију из овог романа на многим местима. Обе приче укључују серију убистава на острву током олује која је требало да буде нерешива и где сви на острву умиру. Постоји песма која и у једном и у другом унапред предвиђа серију смрти. На крају је решење обе мистерије бачено у море у облику поруке у боци, из којих читалац може да сазна шта се десило на крају приче. Ово је илустровано манга верзијом серијала која непосредно упућује на роман И не оста ни један у последњем поглављу.
Издавачка кућа HarperCollins је издала И не оста ни један у облику графичког романа 30. априла 2009, који је адаптирао Франсоа Ривије, а илустровао Френк Леклер.
Peká Editorial је објавио друштвену игру засновану на књизи Десет малих црнаца, коју је осмислила Џудит Хуртадо, а илустровала Есперанца Пејнадо.
Интернет криминалистичка комедија Десет малих петлова из 2014. године, коју је адаптирала америчка компанија Rooster Teeth, у великој мери је подстрекнута романом И не оста ни један.